# The Rise of Brutality
The Rise of Brutality – trzeci album studyjny amerykańskiej grupy muzycznej Hatebreed.

## Lista utworów
1. "Tear It Down" – 1:47
2. "Straight to Your Face" – 2:17
3. "Facing What Consumes You" – 3:29
4. "Live for This" – 2:50
5. "Doomsayer" – 3:23
6. "Another Day, Another Vendetta" – 3:05
7. "A Lesson Lived is a Lesson Learned" – 2:03
8. "Beholder of Justice" – 2:44
9. "This is Now" – 3:36
10. "Voice of Contention" – 2:27
11. "Choose or Be Chosen" – 1:39
12. "Confide in No One" – 2:38
13. "Bound to Violence" (UK Bonus Track) – 2:23

## Twórcy
- Jamey Jasta - śpiew
- Sean Martin - gitara
- Chris Beattie - gitara basowa
- Matt Byrne - perkusja
- George Marino - mastering